# Nachal Jardinon
Nachal Jardinon (hebrejsky: נחל ירדינון, arabsky: Wadi ed-Dufejla) je vodní tok v Izraeli a na Golanských výšinách okupovaných Izraelem od roku 1967.
Začíná v centrální části Golanských výšin. Směřuje pak plochou krajinou k západu. Na dolním toku se mírně zařezává do terénu a prudce klesá z náhorní planiny Golan směrem k řece Jordán, do které ústí mezi obcemi Šamir a Lehavot ha-Bašan, v ploché pánvi Chulského údolí. Při ústí do Jordánu zároveň splývá s paralelním vodním tokem Nachal Orvim. Při ústí Nachal Jardinon do Chulského údolí stojí vrch Giv'at Jardinon s dochovanými stavebními pozůstatky z římského období, z dob Talmudu a Mišny a z éry arabského osídlení regionu.
Do roku 1967 se nacházela východní část toku pod suverenitou Sýrie, přičemž v době před šestidenní válkou se právě zde odehrávaly izraelsko-syrské konfrontace kvůli pokusům Sýrie o odklon vody Nachal Jardinon mimo Izrael. Naopak izraelští obyvatelé z kibucu Šamir na tomto toku zbudovali betonovou hráz pro záchyt zimních srážek. V poslední dekádě byla poblíž pramenišť Nachal Jardinon zřízena umělá vodní nádrž Ma'agar Orvim, která zachytává většinu průtoku.
Jde o jeden z větších toků v této oblasti. Pramen Ejn Jardinon má mocnost 240-300 kubických metrů vody za hodinu). Do roku 1948 se podél jeho trasy nacházelo cca šest vodních mlýnů. V nejstrmějším úseku údolí je vodopád o výšce cca 5 metrů a na jeho úpatí vodní jezírko. Není oficiálně turisticky využíván, ale členové kibucu Šamir poskytují informace pro individuální návštěvu.